# Гришенка
Гришенка (каз. Гришен) — село в Денисовском районе Костанайской области Казахстана. Входит в состав Денисовского сельского округа. Находится примерно в 7 км к юго-западу от районного центра, села Денисовка. Код КАТО — 394049200.

## Население
В 1999 году население села составляло 605 человек (287 мужчин и 318 женщин). По данным переписи 2009 года, в селе проживало 447 человек (226 мужчин и 221 женщина).